# Bataille de Dunkerque
Pour les articles homonymes, voir Siège de Dunkerque et Siège de Dunkerque (1944-1945).
 (janvier 2021).
Si vous disposez d'ouvrages ou d'articles de référence ou si vous connaissez des sites web de qualité traitant du thème abordé ici, merci de compléter l'article en donnant les références utiles à sa vérifiabilité et en les liant à la section « Notes et références ».
Seconde Guerre mondiale,
Bataille de France
Batailles
- Drôle de guerre
- Évacuation des civils de la ligne Maginot
- Mobilisation
- Offensive de la Sarre
- Baie de Heligoland
- Incident de Mechelen
- Plan Jaune
- Plan Dyle
- Luxembourg
- Ében-Émael
- Hannut

- Sedan
- Dinant
- Monthermé
- Givet
- La Horgne
- Gembloux
- Flavion
- Louvain
- Charleroi

- Stonne
- Montcornet
- La Sambre
- Arras

- L'Escaut
- Amiens
- La Lys
- Massacre de Vinkt
- Boulogne-sur-Mer
- Calais
- Poche de Lille
- Massacre du Paradis
- Abbeville
- Dunkerque
- Capitulation belge

- L'Aisne
- L'Ailette
- Opération Paula
- l’Exode
- Pont-de-l'Arche
- Opération Cycle
- Opération Ariel

- Les Alpes
- Vallon du Seuil
- Bombardement de Toulon
- Opération Vado
- La Loire
- Saumur
- La vallée du Rhône
- Bombardements de Marseille
- Menton (Pont-Saint-Louis)
- Combats aériens en Suisse
- Armistice du 22 juin

La bataille de Dunkerque commence le 20 mai 1940. Pendant cette bataille l'opération Dynamo permettra l'évacuation de Dunkerque de l'armée britannique (incluant les forces canadiennes) effectuée du 27 mai 1940 au 4 juin 1940 avec l'appui de l'armée française contre l'armée allemande. En tout, 338 226 hommes, comprenant environ 120 000 soldats français et belges, seront évacués vers le Royaume-Uni.
Cette appellation de « bataille de Dunkerque » vient du fait que cette retraite a été présentée par Winston Churchill comme une victoire (85% des troupes ayant été évacuées).
Bousculé par le Blitzkrieg engagé par l'armée allemande lors de la bataille de France, le front est rompu par la percée de Sedan. L'armée britannique ainsi que les unités les plus modernes de l'armée française battent en retraite vers le nord de la France, elles sont alors coupées des troupes françaises situées au sud.
La retraite des troupes britanniques en vue de leur évacuation du territoire français entraîne l'encerclement de ces dernières et de nombreuses unités françaises à Dunkerque. Les troupes françaises mènent alors une résistance héroïque et désespérée, en particulier la 12e division d'infanterie motorisée à partir du fort des Dunes, destinée à gagner un laps de temps nécessaire à l'embarquement de l'essentiel des troupes britanniques et de plusieurs unités françaises et belges vers l’Angleterre, aidées par l'indécision d'Adolf Hitler, qui confirma un ordre d'arrêt (Haltbefehl) du général von Rundstedt des armées allemandes devant Dunkerque.
L'évacuation s'est opérée à l'aide de navires de la Royal Navy et de bateaux de la marine marchande réquisitionnés pour traverser la Manche, tandis que la RAF lutte dans le ciel pour couvrir l'opération.
Les troupes et le matériel n'ayant pas pu être embarqués sont capturés par la Wehrmacht, mais la réussite du sauvetage du gros des troupes a permis au Royaume-Uni de préserver une part importante de son armée, afin de poursuivre la lutte contre le Troisième Reich.

## L'opérationDynamo
Le mouvement de retraite stratégique consiste à la fois dans une opération maritime de rembarquement et dans une opération terrestre de protection de la poche de Dunkerque où, prises en étau par les troupes allemandes, et sous le feu de leur aviation et de leur artillerie, les forces alliées évacuent vers l'Angleterre.
Le 20 mai, deux divisions de panzers commandées par Heinz Guderian atteignent Abbeville et la mer. La Wehrmacht parvient ainsi à couper les armées alliées en deux. Un million de soldats français, belges et britanniques sont isolés entre la Manche et les troupes allemandes dont les chars poursuivent leur progression vers la côte. Le 24 mai, les avant-gardes de Guderian établissent six têtes de pont sur l'Aa et atteignent Bourbourg. Elles ont pratiquement le champ libre lorsqu'un ordre impératif du général von Rundstedt, confirmé par Hitler, les stoppe jusqu'au matin du 27.
Plusieurs théories d'historiens ont tenté d'expliquer cet ordre.
La première veut que ce soit Rundstedt, commandant du groupe d'armées A, qui ait voulu un arrêt pour repositionner (recoller en langage militaire) ses troupes, tout en évitant une contre-attaque de flanc qu'il redoutait. Depuis un ouvrage de K.-H. Frieser, Le mythe de la guerre éclair, il est en effet admis qu'Hitler n'a fait que confirmer l'ordre d'arrêt de son général, désavouant l'état-major qui voulait au contraire absolument continuer les combats et s'attribuer le coup de faucille de Sedan (Plan Jaune sur une idée de Manstein) et renvoyant à Rundstedt la décision définitive à prendre. Frieser argue, par ailleurs, que dans sa directive no 13, Hitler a bien donné l'ordre le 24 mai 1940 de préparer « l'anéantissement des forces franco-belgo-anglaises enfermées dans les Flandres et l'Artois ». Il ne voulait donc pas ménager la Grande-Bretagne, comme il le dira plus tard, pour des raisons politiques, comme certains auteurs le dirent, en stoppant son armée.
Cet argument affaiblit la seconde théorie qui se base sur l'idée qu'Hitler, pour des raisons diplomatico-stratégiques et contre l'avis de ses généraux qui, en dehors de Rundstedt voulaient poursuivre, aurait voulu obtenir des Britanniques un accord de paix en écartant une solution d'humiliation, afin de lui permettre d'attaquer l'URSS dans la future opération Barbarossa. Cette thèse lui imputerait la faute stratégique énorme de cet ordre d'arrêt de l'offensive, faute qui marque un vrai tournant de la guerre. La thèse, de moins en moins défendue, s'appuie sur les dires postérieurs d'Hitler qui a tenté au cours de la guerre de se présenter en homme raisonnable recherchant la paix avec la Grande-Bretagne.
Dans ses mémoires, édités en 1959, W. Churchill adoptait déjà la thèse que consolidera Frieser en s'appuyant sur des documents allemands dont le journal du quartier général de Rundstedt (écrit à l'époque) qui précise que lors de sa visite au général, Hitler adopta le point de vue exposé par celui-ci. Il se déclara « entièrement d'accord ». Le journal rapporte, indique Churchill, que « la IVe armée protesta contre cette restriction » (ne pas attaquer Dunkerque). Il ajoute : « Il est donc par conséquent certain que les unités blindées ont été arrêtées et que cela s'est fait non à l'initiative d'Hitler mais à celle de Rundstedt. »
Parmi les autres hypothèses, on peut signaler celle qui affirme qu'Hitler aurait voulu donner à Goering la possibilité de mettre en valeur la Luftwaffe en détruisant l'armée britannique par l'aviation ce qu'il réclamait, inconscient de la fatigue des pilotes et surtout de l'éloignement des bases aériennes. Pour ses partisans, cette thèse reprend le thème de la jalousie du dictateur vis-à-vis de ses généraux qui s'attribuaient la gloire de la réussite inespérée de la percée de Sedan et de son prolongement vers la Manche. Avec Goering, il les écartait. La directive no 13 d'Hitler confirme cette option aérienne et la rend compatible avec l'ordre d'arrêt confirmé de Rundstedt.
L'armée britannique ayant décidé d'évacuer le territoire français, les Alliés profitent de l'aubaine : ils se regroupent en hérisson pour tenir pied à pied un corridor s'étendant de la région lilloise à Dunkerque, sur une centaine de kilomètres de profondeur et trente à quarante de largeur afin de regrouper leurs troupes dans une poche allongée et ouverte sur la mer qui laisse place à deux options. L'état-major français désormais dirigé par le général français Weygand misait sur une contre-attaque qui permettrait de se dégager vers le sud. Mais le chef du corps expéditionnaire britannique, le général Gort, préfère évacuer ses positions et sans prévenir ni le gouvernement britannique ni ses alliés, il fait retraite vers les ports de la Manche. Le lendemain, le cabinet de guerre britannique, mis devant le fait accompli, confirme cette décision unilatérale, mais toujours sans prévenir ses alliés : « En de telles conditions, une seule issue vous reste : vous frayer un chemin vers l'ouest, où toutes les plages et les ports situés à l'est de Gravelines seront utilisés pour l'embarquement. La marine vous fournira une flotte de navires et de petits bateaux, et la Royal Air Force vous apportera un soutien total… ».
Les troupes britanniques abandonnent donc la droite de l'armée belge pour retraiter précipitamment en vue de se rembarquer à Dunkerque. Dès ce moment, le roi et l'état-major belges se sentent abandonnés, ainsi que le relate l'attaché militaire britannique auprès du roi Léopold III, lord Keyes. Le 28 mai à quatre heures du matin, le roi Léopold III, chef de l'armée belge capitule, après la bataille de la Lys, décision violemment contestée en France et en Angleterre et par son propre gouvernement, mais aussi par son conseiller militaire et plusieurs historiens, notamment le professeur Henri Bernard de l'École royale militaire belge, qui estime que l'armée belge (600 000 hommes) même fort entamée à la fin mai, aurait dû mieux coordonner ses mouvements avec les Français et les Britanniques.
Le 29 mai 1940, le général Henri Vernillat, commandant la 43e division d'infanterie, se voit confier par l'amiral Abrial, la responsabilité du regroupement des grandes unités et éléments organiques d'armée et de corps d'armée. Ce regroupement doit se faire dans une zone boisée située à l'est de Bray-Dunes et au sud-ouest de la Panne.

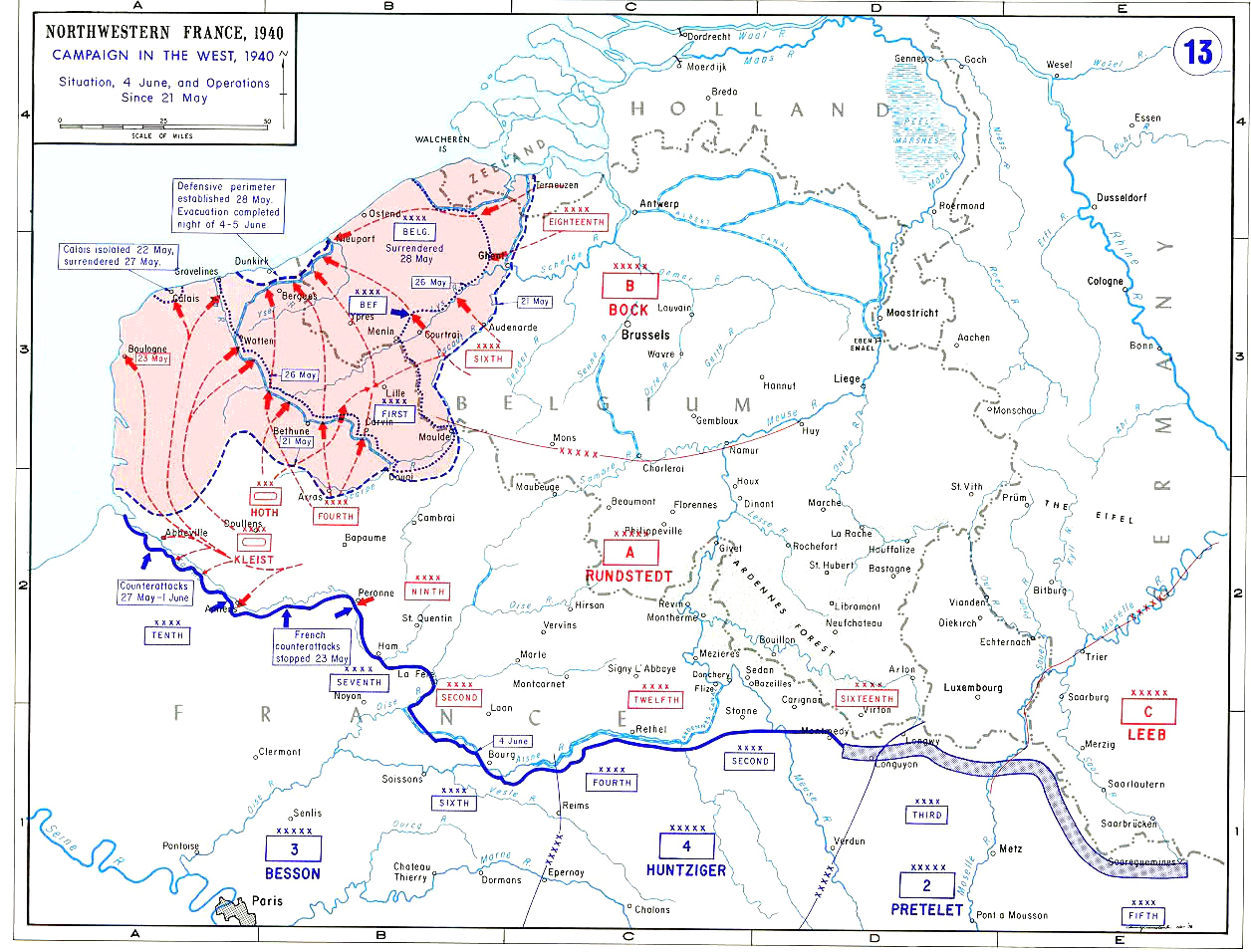
La « poche de Dunkerque » le 21 mai 1940.

Le vice-amiral Bertram Ramsay, chef de l'opération, installe son quartier général dans une cave du château de Douvres, où avait fonctionné, jadis, un groupe électrogène. Pour cette raison, l'opération est baptisée « opération Dynamo ». Elle durera neuf jours pleins : du dimanche 26 mai au mardi 4 juin.
Le 29 mai, le corridor s'est rétréci comme une peau de chagrin : il ne s'étend plus maintenant que, côté mer, des environs de Dunkerque au petit port belge de Nieuport, aux canaux de Bergues à Furnes et de Furnes à Nieuport, côté terre.
Le général Bertrand Fagalde, commandant du XVIe corps d'armée rattaché à la 7e armée, qui est intervenu aux Pays-Bas puis en Belgique et se replie devant la puissance des armées ennemies par étape, doit se replier sur Dunkerque. Il est chargé, sous l'autorité de l'amiral Abrial, de la défense de la tête de pont de Dunkerque, responsabilité écrasante. En réalité, il s'agira de couvrir les embarquements des Britanniques qui ne participeront pas à la défense rapprochée de la tête de pont. Il faudra ensuite essayer d'embarquer le maximum de Français.
Le 20 mai 1940, les chars allemands atteignent la Manche, coupant les Alliés, au nord, du reste de la France. Enfermé dans un quadrilatère dont les limites terrestres sont respectivement : à l'ouest, le canal de Mardyck et la trouée de Spycker ; au sud, le canal de la Haute-Colme puis la Basse-Colme ; à l'est, la région des Moëres et les blocs frontières de Ghyvelde et Bray-Dunes ; soit une longueur de 22 km et une profondeur de 10 km avec les amiraux Platon et Abrial, les généraux Blanchard, Beaufrère, La Laurencie, Alaurent, Janssen (commandant de la 12e DIM tué le 2 juin avec plusieurs de ses officiers par une bombe allemande au fort des Dunes) dans la poche de Dunkerque avec 400 000 hommes et un matériel immense. Les Allemands bombardent la ville et la défense française et britannique se fait d’heure en heure plus sporadique, d’autant que les Britanniques ont reçu l’ordre d’embarquer coûte que coûte et n’apportent pas vraiment leur aide au combat au sol et qu’ils ont déjà embarqué leur artillerie et la DCA. Les bombardements ininterrompus, la peur, la faim, la soif (il n’y a plus d’eau mais on ne manque pas d’alcool) et la fatigue brisent les nerfs des troupes.
Le 22 mai, le gouvernement Churchill décide de retirer le corps expéditionnaire britannique (BEF) de France et le secrétaire d'État à la Guerre Anthony Eden ordonne au commandant du BEF, le général Gort, de ne pas révéler à ses alliés la volonté de l'armée britannique de se replier de l'autre côté de la Manche. De son côté, Churchill continuera de rassurer son alter ego français, Paul Reynaud, en l'assurant du soutien britannique, ainsi que le Premier ministre belge, Hubert Pierlot, afin que les troupes belges poursuivent le combat en dépit de l'envahissement total de la Belgique. L'armée belge tiendra ses positions pendant cinq jours, notamment lors de la Bataille du Canal Ypres-Comines, retardant l'avancée du groupe d'armée B allemand.
L'évacuation de Dunkerque, l’opération Dynamo, commence le 26 mai, avec l'espoir de sauver jusqu'à 45 000 hommes… 338 226 sont évacués lorsque le dernier navire quitte Dunkerque, à 3 h, le 4 juin.
Lord Gort avait reçu l'ordre de ne pas informer les généraux français et belge du début de l'évacuation, conduisant d'ailleurs à la retraite des troupes britanniques au sud-est de Dunkerque, laissant sept divisions françaises seules face aux troupes allemandes. Elles combattirent, comme les Belges, jusqu'à l'épuisement de leurs munitions, clouant sur place les forces adverses et retardant l'assaut final sur Dunkerque.
L'amiral Abrial, mis devant le fait accompli, déclarera que comme il ne lui était plus possible, désormais, de compter sur l'appui britannique, il mènerait à bien la mission qui lui avait été confiée, en combattant, si nécessaire jusqu'à la mort, pour permettre le rembarquement d'autant de troupes que possible.
Le 27 mai, le casino de Cassel abrite une réunion de l'état-major britannique préparant le lancement de l'opération Dynamo pour évacuer ses troupes à Dunkerque. Deux officiers, dont un général, y sont tués par une bombe allemande.
L’embarquement des troupes sur les navires se fait dans le plus grand désordre, les Britanniques privilégiant leurs propres troupes. Dans la panique, les scènes les plus regrettables et les actes de bravoure se côtoient, mais le nombre de morts augmente d’heure en heure autant par noyade que sous le feu de l’ennemi. Dans les faits, si les troupes belges et françaises ne purent embarquer qu'après que le contingent britannique l'eut été, cela a permis de sauver 140 000 soldats belges et français, qui seront presque tous renvoyés sur le continent pour continuer la guerre. Théoriquement du moins, puisque l'armistice les surprendra le 22 juin dans leur retraite ou leur cantonnement.
Le 4 juin 1940, l'opération Dynamo est achevée, le drapeau à croix gammée flotte sur le phare de Dunkerque. En neuf jours, 338 226 combattants seront évacués, dans des conditions inouïes. Fait souvent oublié ou négligé, l'évacuation réussie de Dunkerque incombe beaucoup au sacrifice héroïque de l'armée française du général Fagalde qui contint partout l'ennemi, en dépit d'un manque d'armes lourdes et d'une infériorité numérique patente (1 contre 10 voire 1 contre 30 dans certains secteurs).

### Les divisions et régiments français ayant pris part à la défense de Dunkerque
- Le SFF avec le 110e RI, 124e RI, 16e Rt régional
- La 12e DIM avec la 8e zouaves, le 106e RI, 150e RI, 25e RA, 225e RAL, 3e GRDI
- La 21e DI avec le 48e RI, 137e RI, 65e RI, 35e RA, 235e RAL, 27e GRDI
- La 32e DI avec le 7e RI, 143e RI, 122e RI, 3e RA, 203e RA
- La 60e DI avec le 241e RI, 270e RI, 271e RI, 68e GRDI, 50e RA
- La 68e DI avec le 224e RI, 225e RI, 341e RI, 89e RA, 289e RA, 59e GRDI

Certains régiments cités ci-dessus étaient déjà réduits à l'état de résidus lors de la défense des évacuations (à la suite des batailles précédentes).

## La noria deslittle ships

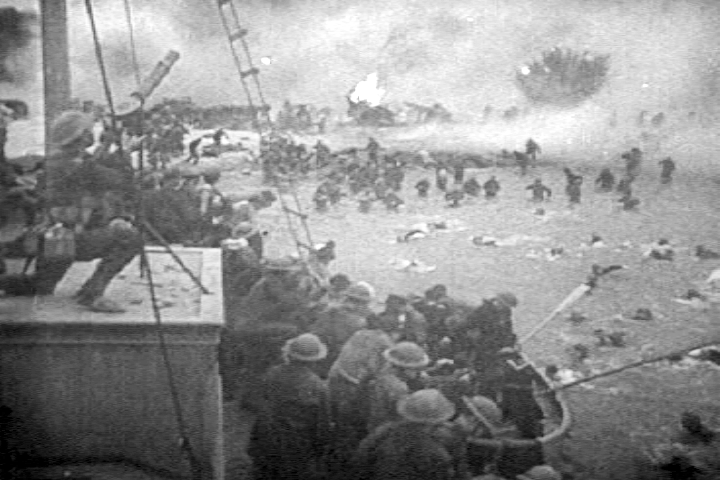
Embarquement des troupes britanniques.

Rassembler en aussi peu de temps une petite armada n'est pas chose aisée. Qu'à cela ne tienne, la Royal Navy détache immédiatement 39 destroyers, des dragueurs de mines et quelques autres bâtiments. Mais c'est insuffisant, car la faible déclivité des plages oblige les navires de fort tonnage à mouiller au large. Il faut dès lors mobiliser des ferries, des chalutiers, des remorqueurs, des péniches, des yachts et d'autres embarcations encore plus modestes, les désormais célèbres little ships. Il en vient 370 équipés tout au plus de deux mitrailleuses.
Il faut ensuite organiser cette « noria ». Entre Dunkerque et Douvres, la route la plus directe est la route « Z », longue de 60 km, mais elle est à portée des canons allemands à la hauteur de Calais. La route « Y » évite cet inconvénient à ceci près qu'elle met Dunkerque à 130 km de Douvres, qui plus est, elle constitue un terrain de chasse pour les vedettes lance-torpilles de la Kriegsmarine. La voie la plus praticable est la route « X », longue de 80 km, elle ne sera toutefois déminée que le 29 mai.

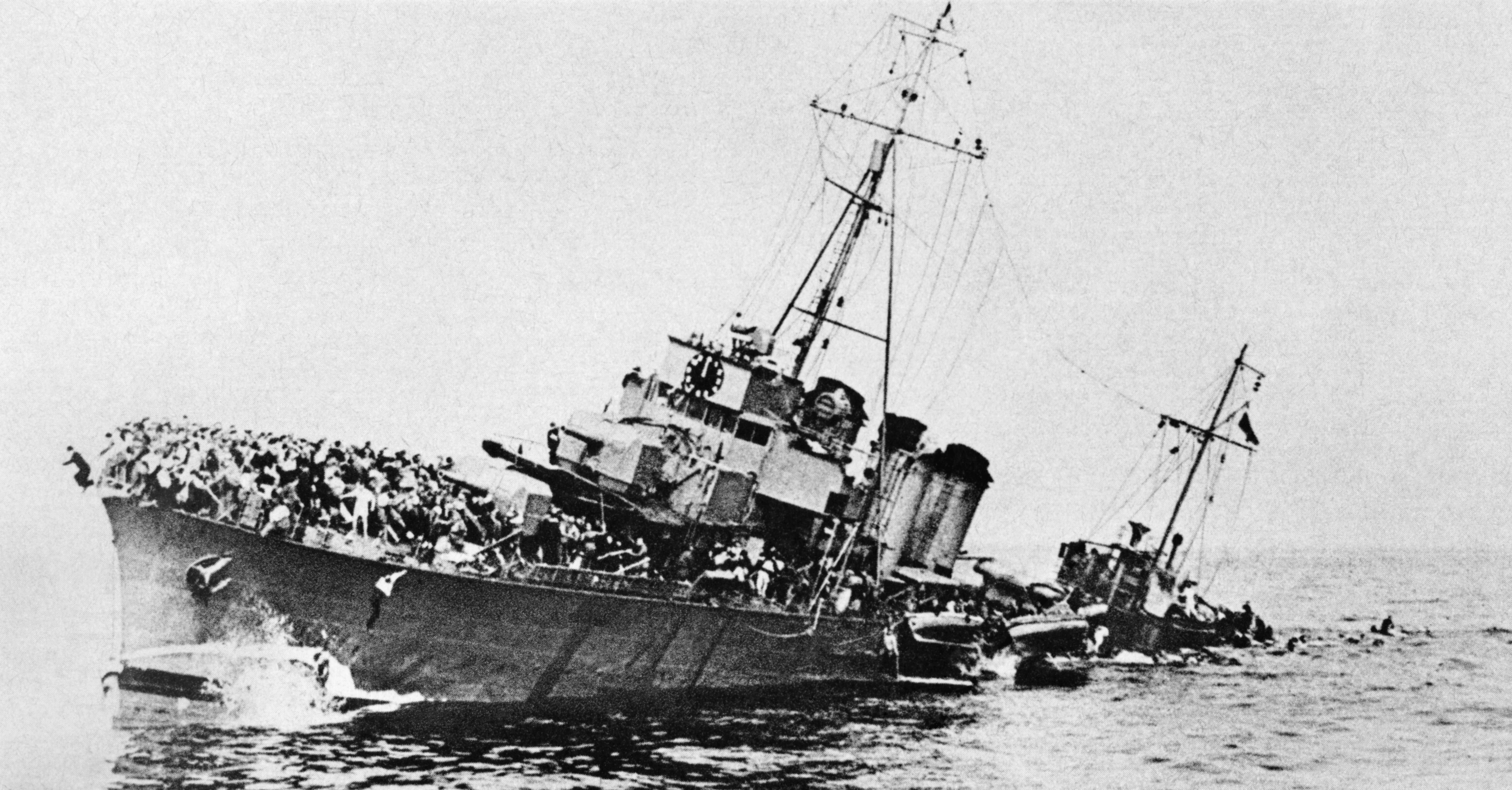
La fin du contre-torpilleur Bourrasque le 30 Mai 1940

Malgré la vigilance de la RAF, le principal danger vient des airs. Le 29 mai par exemple, 400 bombardiers allemands, protégés par 180 Messerschmitt, ont méthodiquement pilonné Dunkerque, tout en mitraillant les plages sans omettre de bombarder les bâtiments croisant au large. Ce jour-là, le bilan des pertes est tellement lourd que l'Amirauté décide d'arrêter l'opération : au total, près de 250 embarcations sont envoyées par le fond. Les vedettes lance-torpilles et les avions auront raison des contre-torpilleurs français Jaguar et Chacal, des torpilleurs Bourrasque, Siroco et L'Adroit. Le plafond des nuages, souvent très bas, et la fumée des incendies gênent toutefois la Luftwaffe, laquelle ne peut sortir ses escadrilles que les 27, 29 mai et 1er juin.
Les opérations de rembarquement sont incommodes. Il y a trop d'hommes et pas assez de bateaux. Pour s'échapper, il faut soit être accepté à bord d'un navire accostant au môle est du port (l'actuelle jetée s'avance en effet de 1 500 mètres dans la mer), soit rejoindre la plage et avancer en file indienne jusqu'à une embarcation légère qui fait le va-et-vient entre le rivage et le bâtiment au large. La machine s'est rodée : le premier jour, 7 669 hommes ont pu rejoindre un port allié, 17 804 le second, 47 310 le troisième, 53 823 le quatrième.
Un grand nombre des 48 000 morts alliés de Dunkerque le sont sur les bateaux coulés : notamment noyés ou brûlés. Les autres sont victimes des bombardements sur le port ou sur les plages de Dunkerque ou Malo-les-bains.
Le 4 juin à 3 h 20, le Shikari, chargé à ras bord de soldats, quitte le môle pour sa dernière rotation. À 10 h, l'armée allemande investit Dunkerque. Parmi les évacuations réussies, mentionnons celle de la barge anglaise Beatrix Maud, commandée par le lieutenant français Joseph Héron qui réussit, dans la nuit et la journée du 3 au 4 juin 1940, à évacuer près de 340 hommes de troupe et gradés jusqu'à Douvres. Ils échappèrent ainsi à la captivité. À la suite de cet exploit, le lieutenant Héron reçut la croix de Guerre avec étoile d'argent. On peut aussi évoquer celle du Princess Elizabeth qui évacuera 1 673 soldats dont 500 français vers Douvres.
Pour symbolique qu'elle soit, l'intervention des little ships doit être ramenée à sa juste proportion, les volontaires n'ont été informés de l'ordre d'évacuation qu'à compter du 31 mai 1940 à 18 h 00, ce qui a permis de sauver 26 500 personnes, soit un peu moins de 10 % du total des soldats évacués.

### Les sauvetages en mer réalisés par les bateaux présents sur place
Sauvetage des passagers déjà embarqués sur des bateaux et victimes de mines, de sous-marins  ou de la Luftwaffe. Au total, plus de 8 000 personnes seront sauvées en mer. A noter que le nombre indiqué ci-dessous de personnes sauvées est le minimum connu et non le nombre précis.
| Date                      | Navire(s) et autre | Nombre de personnes sauvées |
| ------------------------- | --- | --------------------------- |
| 20 mai                    | Le cargo français Pavon s'échoue vers Calais et le pétrolier français l'Ophelie brûle pendant trois jours à Boulogne suite aux attaques de la Luftwaffe | 60                          |
| 21 mai                    | Le pétrolier d'escadre Niger brule pendant 2 jours. Le torpilleur français L'Adroit est touché, à 00 h 35, par quatre bombes, le chasseur de sous-marin CH 9 est également touché et doivent être échoués sur la plage de Malo-les-Bains. Le cargo français Douaisien est endommagé à quai. Six dragueurs de mines dont le Notre-Dame-de-Lorette et le Rien sans Peine sont coulés. | 112                         |
| 22 mai                    | Le cargo français Portrieux est attaqué et incendié par la Luftwaffe, dans le chenal ouest. Neuf hommes sont secourus par le dragueur auxiliaire français La Jeannine et dix autres sont recueillis par le cargo français Tlemcen. | 30                          |
| 23 mai                    | L'Orage est touché par des bombes secouru par le chasseur de sous-marins Chasseur 42 avant l'explosion des soutes, le Jaguar coulé secouru par Le dragueur auxiliaire Monique Camille. Des aviateurs d'hydravion Latécoère 298 sont recueillis par le dragueur auxiliaire Messidor et Fructidor. | 136                         |
| 24 mai                    | Le HMS Wessex est coulé devant Calais. Le torpilleur Chacal est touché par quatre bombes d'avions au Cap d'Alprecht (il sera échoué le lendemain), le dragueur auxiliaire Messidor et l'aviso Arras recueillent 27 hommes du Chacal. Le dragueur auxiliaire français Matelot est coulé par bombes dans le port de Dunkerque. | 29                          |
| 25 mai                    | Le dragueur électrique Trombe II et le dragueur auxiliaire Etoile du Nord sont coulés à Dunkerque par des mines. Le dragueur de mines auxiliaire La Jeannine coulé par la Luftwaffe. | les équipages               |
| 26 mai                    | Le cargo français Sainte-Camille touché par une mine à l'entrée de la jetée de Dunkerque | 25                          |
| Durant l'opération Dynamo | |                             |
| 27 mai                    | Le cargo français Cap Tafelneh et les dragueurs auxiliaires français Dijonnais et La Majo sont coulés à Dunkerque par la Luftwaffe. Le paquebot français Côte d'Azur coule à quai et se pose sur le fond du bassin. L'armement A.M.B.C. poursuit le tir et participe à la défense de Dunkerque jusqu'au 31 mai. Le dragueur auxiliaire Sainte Denise Louise s'échoue dans un bassin. Le cargo "Monique Schiaffino" saute sous l'effet d'une bombe et communique le feu au cargo Aden amarré à proximité. Le caboteur britannique Sequacity est pris à partie par l'artillerie côtière allemande et finit par couler, son équipage est recueilli par le caboteur Yewdale qui repart vers Douvres. | 13                          |
| 28 mai                    | Le dragueur auxiliaire français Mimi Pierrot est coulé par la Luftwaffe à Dunkerque. Le dragueur auxiliaire français Dijonnais est coulé au quai Félix Faure par l'artillerie allemande. | équipage                    |
| 28 mai                    | Le paquebot Queen-of-Channel touché par la luftwaffe, les survivants furent récupérés par le cargo "Dorrien Rose" | 900                         |
| 28 mai                    | Le caboteur britannique Abukir ramenant 220 soldats et réfugiés est attaqué et coulé, au large de la bouée Northinder, par la vedette lance-torpilles allemande S 32. Le chalutier armé britannique Thomas Bartlett est coulé par une mine au large de Calais. | inconnu                     |
| 29 mai                    | Le cargo Douaisien coulé par une mine, secouru par l'aviso Commandant Delage et des bateaux de pêche, dont le Duguesclin et le Surcouf. Le torpilleur Cyclone récupère 158 des six cents hommes embarqués par le dragueur de mines britannique Waverley coulé à quelques milles devant lui, à deux milles de la bouée sud-ouest du banc de Middelkerque, par l'attaque de douze Heinkel. le cargo Clan-Mac-Alister est coulé à Zuydcoote. La malle britannique Mona's Queen saute sur une mine à un demi-mille de l'entrée du port de Dunkerque, 32 survivants sont recueillis par le destroyer britannique Vanquisher. le destroyer Wakeful coulé par une torpille du schnellboot S 30 , le destroyer Grafton coulé par une torpille lancée par le sous-marin allemand U 62. Le destroyer polonais Blyskawica prend en remorque le destroyer britannique Greyhound vers Douvres | 1 820                       |
| 29 mai                    | Le destroyer HMS Grenade coulé dans le port pendant l'embarquement des troupes. Le dragueur de mines français Joseph-Marie le remorqueur français Le Puissant, le ferry britannique Fenella, le bateau à aubes de la Tamise Creasted-Eagle, les chalutiers Polly Johnson, Nautilus, Calvi, les cargos français Cérès, du convoi E 1, Mars et Rennes, du convoi E 3, sont coulés lors d’un bombardement aérien dans le port de Dunkerque. | indéterminé                 |
| 29 mai                    | Le paquebot Normannia est bombardé et coulé par des Heinkel près de la bouée n° 6. Le dragueur de mines Gracie Fields chargé de 750 hommes, reçoit une bombe et finit par couler. | indéterminé                 |
| 30 mai                    | Le torpilleur Branlebas se porte au secours du torpilleur Bourrasque et recueille 520 passagers. Le sauvetage est également effectué par deux chalutiers anglais, le "Ut Prosim" et le "Yorkshire Lass" ainsi que par le "Naiad Errant". | 800                         |
| 31 mai                    | Le patrouilleur "HMS Widgeon" et le contre-torpilleur polonais "Blyskavica" vont au secours du torpilleur français Sirocco en perdition. Le paquebot "HMS Royal Sovereign" se chargera des derniers rescapés. | 270                         |
| 1er juin                  | Le chalutier armé "Bernadette de Lourdes" se porte au secours du torpilleur le Foudroyant. La barge « Lady Rosebery » a coulé en même temps que la « Doris » et le remorqueur le « Saint-Fagan », touchée par une mine à 4 km de Dunkerque | 132                         |
| 1er juin                  | Les destroyers HMS Esk (sauvetage de 1000 soldats français du paquebot "TSS Scotia") et HMS Havant (sauvetage de 132 hommes du destroyer "HMS Ivanhoe" endommagé), le remorqueur "St Abbs" (sauvetage de l'équipage du destroyer HMS Keith) et le dragueur de mines HMS Saltash (sauvetage de 350 hommes du vapeur à roues à aubes Brighton-Queen). Le voilier britannique Royalty est échoué et abandonné sur la plage de Malo-les-Bains. La barge britannique Ethel Everard est échouée et abandonnée sur la plage de La Panne. Le chalutier armé britannique St. Achilleus est coulé par une mine, au large de Dunkerque. | 2 020                       |
| 2 juin                    | Le chalutier belge N.59 Getuigt voor Cliristus abordé par un destroyer, coule dans l'avant-port ; l'équipage est sauvé par le chalutier de Gravelines DG772 Sainte-Julienne. Le chalutier belge H.23 Alex-Rachel sauve de la noyade l'équipage et des militaires d'un navire britannique coulé. Le chalutier britannique Blackburn Rovers saute sur une mine mouillée par le sous-marin allemand U 60 et coule. Le navire-hôpital britannique Paris, malgré les croix rouges et les bandes vertes évidentes sur la coque est attaqué par la Luftwaffe. Vingt membres d'équipage sont tués. Le remorqueur Sun XV tente de ramener le navire en Angleterre mais, de nouveau attaqué par l'aviation allemande, il coule à dix milles des plages. Le chalutier britannique Westella saute sur une mine et coule au large de Dunkerque                                                | 300 militaires              |
| 3 juin                    | Le chalutier belge Maréchal-Foch 0.274 abordé par le dragueur de mines HMS Leda, coule. Les 300 militaires et l'équipage sont sauvés par le chalutier belge Guido-Gezelle O.225 | 300 + équipage              |

Un sauvetage de 6 personnes sur une baleinière initialement donnée le 3 juin a été en réalité réalisé le 5 juin, donc après la bataille de Dunkerque sur réquisition des allemands. Ramenés par le canot de sauvetage de Gravelines les 6 soldats, dont deux blessés, ont été faits prisonniers de guerre.

### Caboteurs néerlandais
Un rôle peu connu est celui des caboteurs néerlandais. Vingt-neuf d'entre eux ont pu échapper à l'occupation allemande aux Pays-Bas et sont allés aider les soldats sur les plages de Dunkerque. Ils ont sauvé 23 000 hommes. Parmi eux, huit ont sauvé chacun plus de mille soldats. Le Rian (232 tonnes) tient le record absolu : entre le 28 et le 31 mai, le caboteur a sauvé 2 542 hommes. Le navire a sombré près de l'île de Man en 1946. Au total, sept des caboteurs néerlandais furent perdus pendant le sauvetage des soldats de Dunkerque.

### Les35 000derniers soldats français
En neuf jours, 338 226 combattants (dont 123 095 Français) ont pu être évacués sur une mer d'huile. La Wehrmacht a capturé quelque 35 000 soldats, dont la quasi-totalité sont des Français. Parmi eux des soldats de ce qui reste des 12e DIM, 68e DI, 21e DI, 32e DI et 60e DI qui ont protégé l'évacuation jusqu'au dernier moment et n'ont pas pu embarquer. Ceux qui n'ont pas été tués ont été faits prisonniers, le 4 juin 1940 au matin, dont la majeure partie sur la plage de Malo-les-Bains.

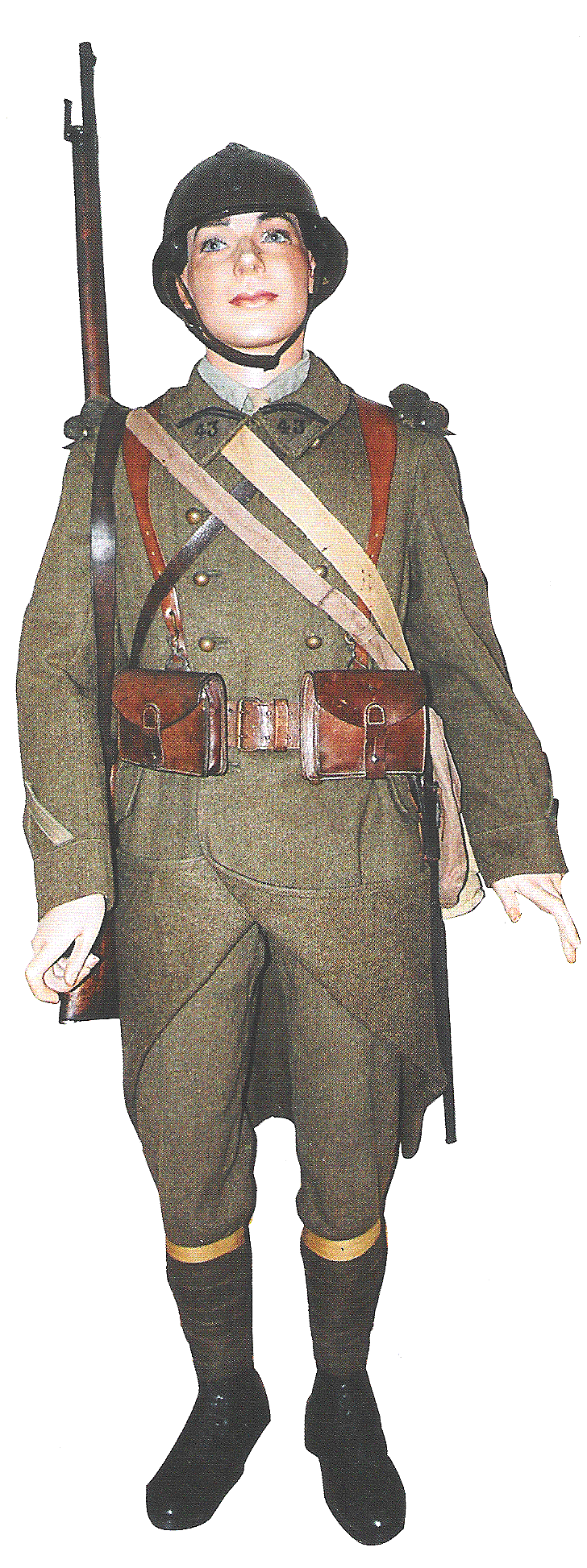
Uniforme de l'armée française fantassin du 43e régiment d'infanterie de 1940 à Dunkerque au musée consacré à l'opération Dynamo et à la défense.
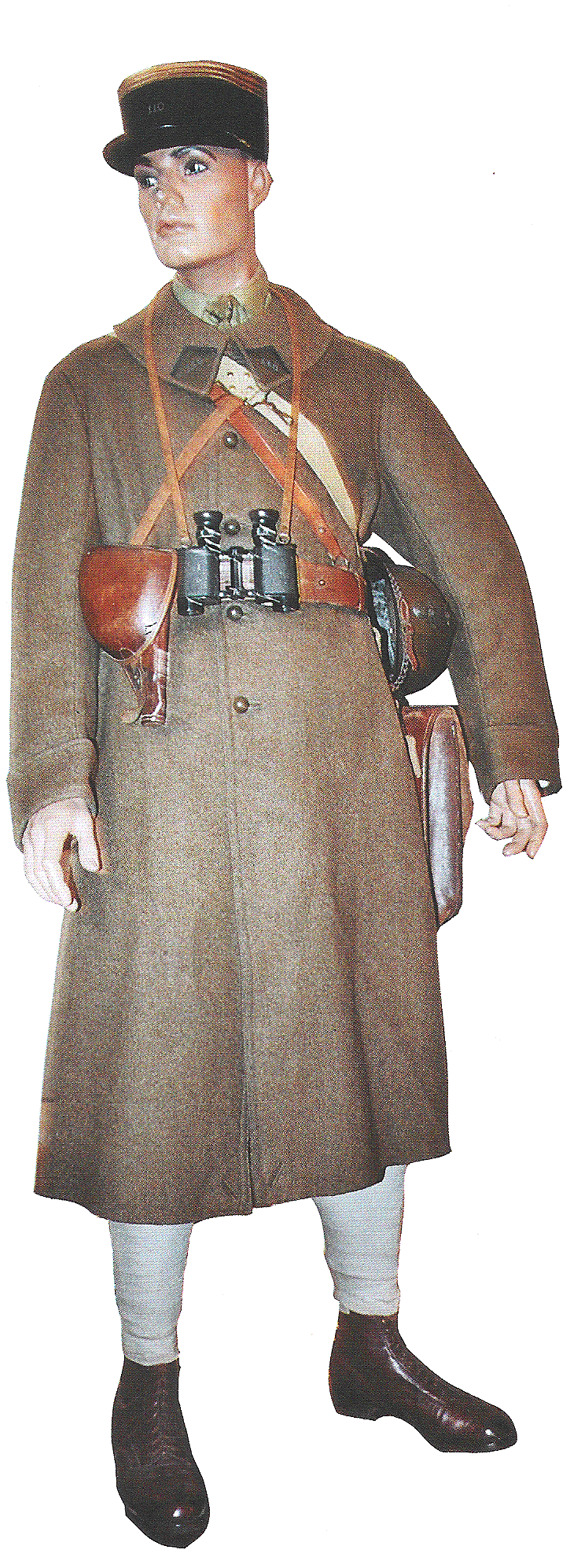
Uniforme de l'armée française officier du 43e régiment d'infanterie de 1940 à Dunkerque au musée consacré à l'opération Dynamo et à la défense.
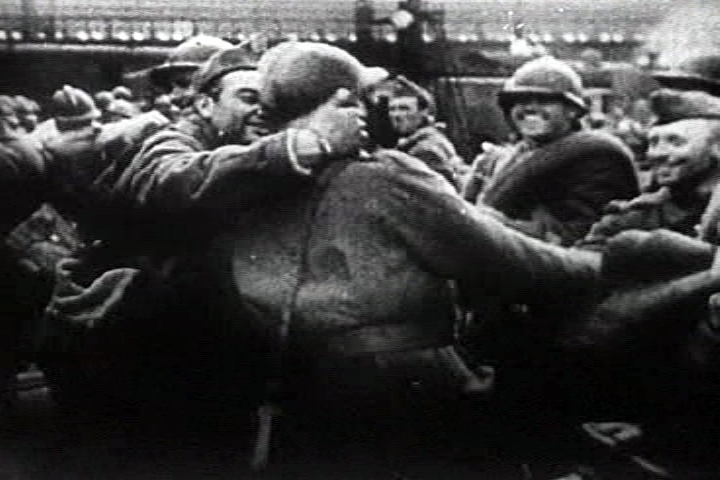
Troupes françaises évacuées de Dunkerque débarquant dans un port de la côte sud de l'Angleterre.
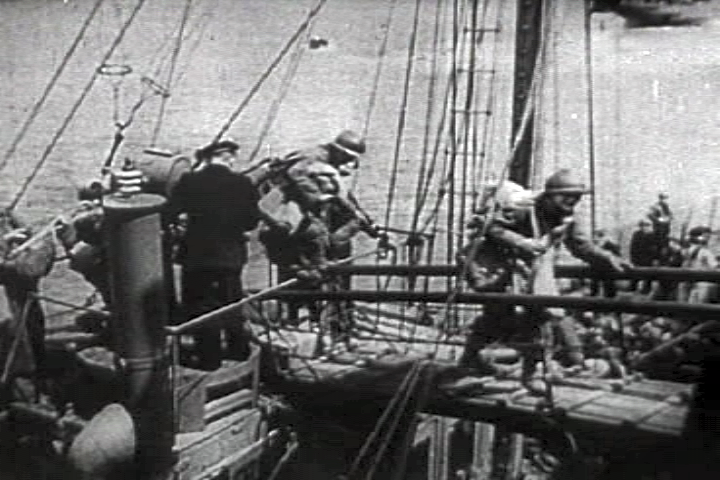
Des soldats français embarquent sur un navire britannique à Dunkerque (France, 1940).
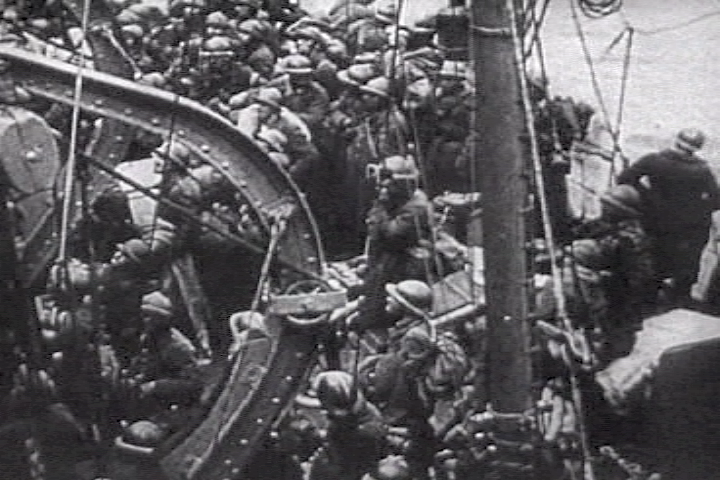
Embarquement de soldats français pris au piège de Dunkerque par un navire britannique.

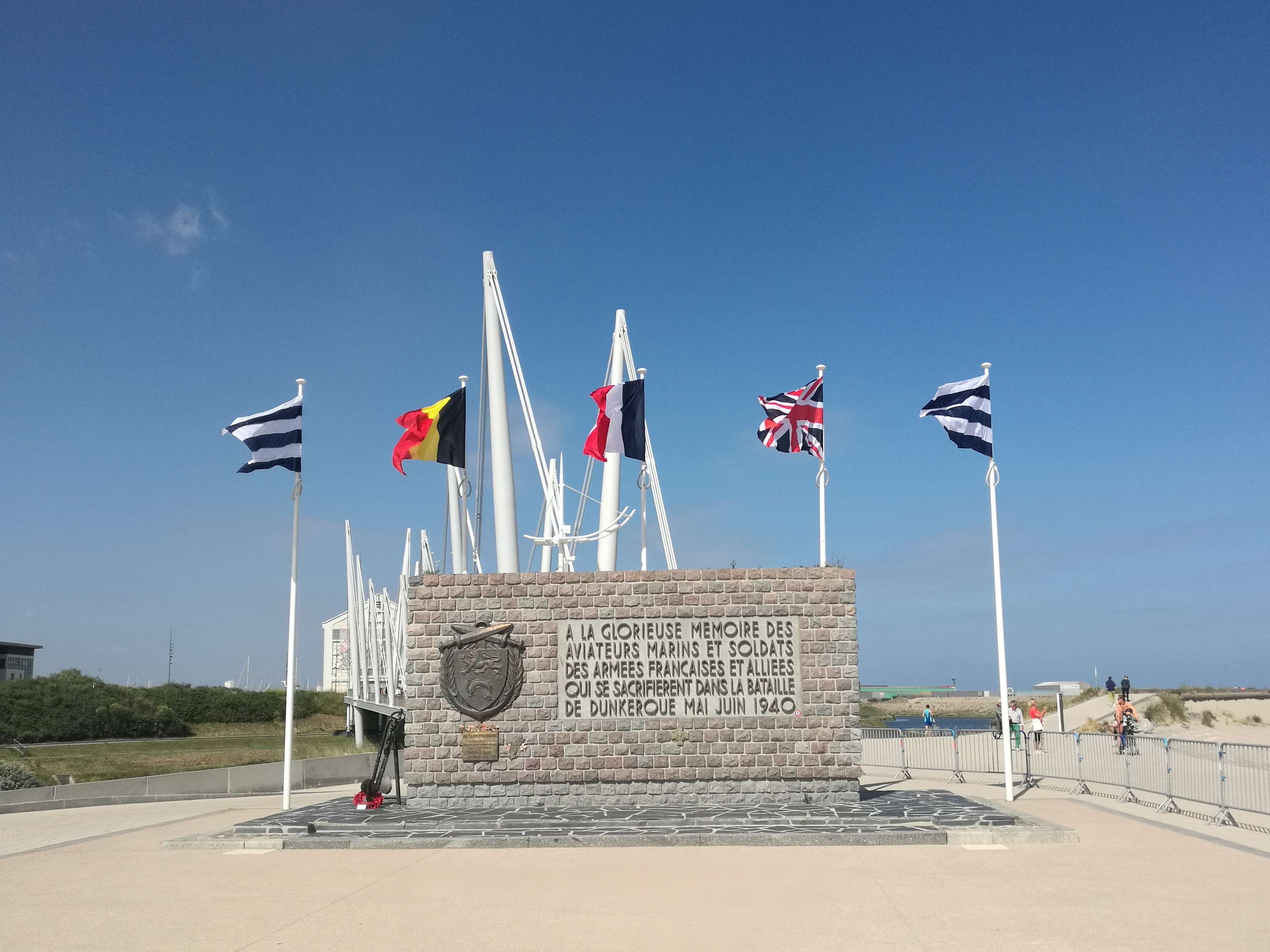
Monument aux morts à Dunkerque.

## Conséquences

### Fêlure dans l'alliance franco-britannique
L'évacuation de Dunkerque suscite néanmoins une certaine aigreur chez les responsables français. Weygand et d'autres feront notamment grief aux Britanniques d'avoir fait échouer la contre-attaque sur Arras. Les relations entre les Alliés, souvent assez confuses, avec des difficultés de communication perceptibles à bien des échelons, seront désormais placées sous le signe de la méfiance. Bien informée, la propagande allemande annonce à la radio que « les Anglais se battront jusqu'au dernier Français » et abandonnent les Français : l'effet est dévastateur et Churchill, très conscient du risque politique que cela représente, intervient, lors d'une réunion, le 31 mai à Paris, pour ordonner que l'on procède de façon égale pour les deux troupes et pour que les Britanniques forment l'arrière-garde. Cependant, il n'en sera rien et 35 000 soldats français se battront jusqu'au 4 juin au matin pour permettre l'évacuation dans la nuit des derniers bateaux pour Douvres.
L'alliance franco-britannique se brisera définitivement lors de la conférence de Briare, les 11 et 12 juin 1940 quand Churchill confirme à Paul Reynaud son refus catégorique d'engager la RAF dans la bataille de France qu'il jugera perdue d'avance.

### Soulagement à Londres
À Londres, on éprouve du soulagement et de la gratitude : les combattants de Dunkerque sont traités en vainqueurs et non en vaincus. Sur les quais de débarquement comme dans les gares, on leur fait fête. Cependant, Churchill modère les ardeurs, en rappelant que « les guerres ne se gagnent pas avec des évacuations » aussi héroïques soient-elles. À la suite de l'opération Dynamo, le New York Times publie : « Tant que l'on parlera anglais, le nom de Dunkerque sera prononcé avec le plus grand respect » mais ne dit pas un mot du sacrifice des Français.

### Une nouvelle armée
Les forces britanniques évacuées, dont une grande partie de soldats de métier, sont désorganisées. En effet, les British Expeditionary Force a laissé sur place tout son équipement. Ainsi, la Grande Bretagne se retrouve virtuellement sans armée, avec la menace Italienne en Afrique du nord. Mais, après réarmement, les soldats évacués serviront de cadres pour la création des nouvelles unités mises sur pied pour repousser un éventuel débarquement. Surtout beaucoup d'officiers et soldats joueront un rôle important dans les batailles du Moyen-Orient contre les Italiens puis les Allemands.

## Succès français
Même si la bataille de Dunkerque se solde par un échec pour les armées franco-britanniques qui battent en retraite à travers la Manche, il est important de préciser l'héroïsme des soldats français qui ont permis aux Britanniques d'évacuer leurs troupes notamment leurs soldats de métier, expérimentés, (soit 220 000 hommes + 110 000 soldats français), en luttant jusqu'au bout contre un ennemi à la supériorité écrasante en termes d'effectifs et parfois de matériels. On peut citer des témoignages de généraux allemands :
« Malgré notre écrasante supériorité numérique et matérielle, les troupes françaises contre-attaquent en plusieurs endroits. Je ne parviens pas à comprendre comme de si valeureux soldats, luttant en divers endroits à un contre dix (parfois même un contre trente), parviennent à trouver encore suffisamment de force pour passer à l’assaut : c’est tout simplement stupéfiant ! Je retrouve chez les soldats français de Dunkerque la même fougue que celle des poilus de Verdun en 1916. Depuis plusieurs jours des centaines de bombardiers et de canons pilonnent les défenses françaises. Or, c’est toujours la même chose, notre infanterie et nos chars ne peuvent percer, malgré quelques succès locaux éphémères. (...) Je crains que l’opération de Dunkerque soit un échec pour nous : la quasi-totalité du corps expéditionnaire britannique et la plus grande partie de la 1re armée française vont nous échapper, car quelques milliers de braves nous barrent l’accès à la mer. C’est consternant, mais c’est ainsi. Dunkerque m’apporte la preuve que le soldat français est l’un des meilleurs du monde. (...) Nos pertes sont terrifiantes : de nombreux bataillons ont perdu 60 % de leurs effectifs, parfois même plus ! En résistant une dizaine de jours à nos forces nettement supérieures en effectifs et en moyens, l’armée française a accompli, à Dunkerque, un superbe exploit qu’il convient de saluer. Elle a certainement sauvé la Grande-Bretagne de la défaite, en permettant à son armée professionnelle de rejoindre les côtes anglaises. »
Général Georg von Küchler, commandant la XVIIIe armée de la Wehrmacht (journal de campagne).

### Autres lectures
- Yves Buffetaut, « Dunkerque 1940 : Légendes et mystères », magazine 39-45 no 49, 1990.
- Yves Buffetaut, « Le mois terrible (1) : Dunkerque juin 40 », magazine Armes Militaria HS no 17, 1995.
- Richard Collier, The sands of Dunkirk (Miracle à Dunkerque), Presses de la Cité, 1961.
- Matthieu Comas, « La campagne de France (2) : La bataille de Dunkerque 26 mai-2 juin », Batailles Aériennes no 8, Éditions Lela Presse, 1999.
- Pierre Mestu, DÜNKIRCHEN Dunkerque l'occupation allemande 1940/1945.
- Jean-Louis Roba, « Opération Dynamo, de Boulogne-sur-Mer à Dunkerque, les combats aériens », Batailles Aérienne no 64, Éditions Lela Presse, 2013.

### Cinéma
- Week-End à Zuydcoote, par Henri Verneuil, Pathé, 1964.
- Dunkerque, de Leslie Norman (1958), qui décrit un peloton britannique dans sa retraite et la participation des little ships et le volontariat de marins civils pour piloter leurs bateaux. voir https://www.imdb.com/title/tt0051565/.
- Reviens-moi (Atonement), de Joe Wright, Universal Pictures, 2007. Très spectaculaire, la fin du film a pour cadre l'une des plages où les soldats français et anglais ont embarqué.
- Dunkerque (VO : Dunkirk) de Christopher Nolan est sorti le 19 juillet 2017.
- Les Heures sombres (Darkest Hour) par Joe Wright, sorti en 2017.

### Documentaires
- Dunkerque, documentaire de la série « La Guerre en couleurs », par Tracy Pearce, Dynacs Digital Studios, 2001.
- Dunkerque, docudrame pour la TV par Alex Holmes, BBC, 2004.
- 1940 : le sacrifice de Dunkerque, documentaire de la série « Champs de bataille », par Serge Tignères, phare ouest productions et RMC découverte, juillet 2017.
- Un épisode de la série Points de Repères intitulé "Dunkerque tenir à tout prix" 2017[17].

- Les batailles mythiques de la Seconde Guerre mondiale, série documentaire, épisode Dunkerque, sorti en 2020.